# Abort
Abort – zatrzymanie działania programu lub procesu. 
Operacja abort najczęściej podejmowana jest przez system operacyjny w przypadku, gdy przez określony czas nie będzie mógł komunikować się z procesem (timeout). Nadzorowanie przebiegu działania programu przez człowieka może doprowadzić do przerwania tego działania, jeśli działanie to trwa za długo lub otrzymywane są błędne dane wyjściowe.